# 에이서 리퀴드 Z5
에이서 리퀴드 Z5(Acer Liquid Z5)는 중화민국의 에이서가 개발한 스마트폰의 하나이다. 2014년 1월 2014 CES에서 발표되었다. 리퀴드 Z5는 5.00 in (127 mm) 대각선의 LCD 디스플레이와 안드로이드 젤리빈이 탑재되어 있다.